# Timosseno
Timosseno (in greco antico: Τιμόξενος?, Timòxenos; III secolo a.C.) è stato un militare greco antico, stratego della lega achea per quattro volte: nel 225-224, nel 223-222, nel 221-220 ed infine nel 216-215 a.C.

## Biografia
Fu eletto per la prima volta stratego per l'anno 225-224 a.C. succedendo ad Iperbata, nonostante il comando supremo della lega achea fosse stato offerto, come di consueto ad anni alterni, ad Arato di Sicione. Quest'ultimo aveva infatti rifiutato l'incarico da una parte perché adirato per le accuse che gli erano state mosse per aver abbandonato Lidiada durante la battaglia di Dime e dall'altra, secondo Plutarco, per la situazione drammatica in cui versava la lega, duramente sconfitta da Sparta al Monte Liceo, a Ladocea e a Dime.
Dopo la svolta della guerra contro Cleomene III, quando Arato si alleò col re di Macedonia Antigono III Dosone, Timosseno è nuovamente citato da Plutarco al comando delle truppe inviate da Arato stesso, all'epoca di nuovo stratego, in aiuto ad Argo che, senza attendere i rinforzi macedoni, si era ribellata a Sparta dando inizio alla contro-offensiva achea contro Sparta.
Negli anni successivi, Timosseno si alternò altre due volte con Arato come stratego, nel 223-222 a.C. e nel 221-220 a.C. ed esercitò per l'ultima volta questo incarico nel 216-215 a.C. Plutarco testimonia che alla fine della sua terza strategia, quando, dopo la definitiva sconfitta di Cleomene (222 a.C.) e la morte di Antigono (221 a.C.) gli Etoli si erano ribellati agli Achei ma Timosseno indugiava ad intervenire perché il suo mandato era in scadenza, Arato si adirò con lui e prese il comando cinque giorni prima che Timosseno avesse terminato ufficialmente il suo incarico.